# Stagno di Sa Masa
Lo stagno di Sa Masa è una zona umida situata lungo la costa sud-occidentale della Sardegna. Appartiene amministrativamente al comune di Gonnesa.